# Anthurium caucavallense
Anthurium caucavallense är en kallaväxtart som beskrevs av Thomas Bernard Croat. Anthurium caucavallense ingår i släktet Anthurium och familjen kallaväxter. Inga underarter finns listade.